# Escalinatas de los héroes

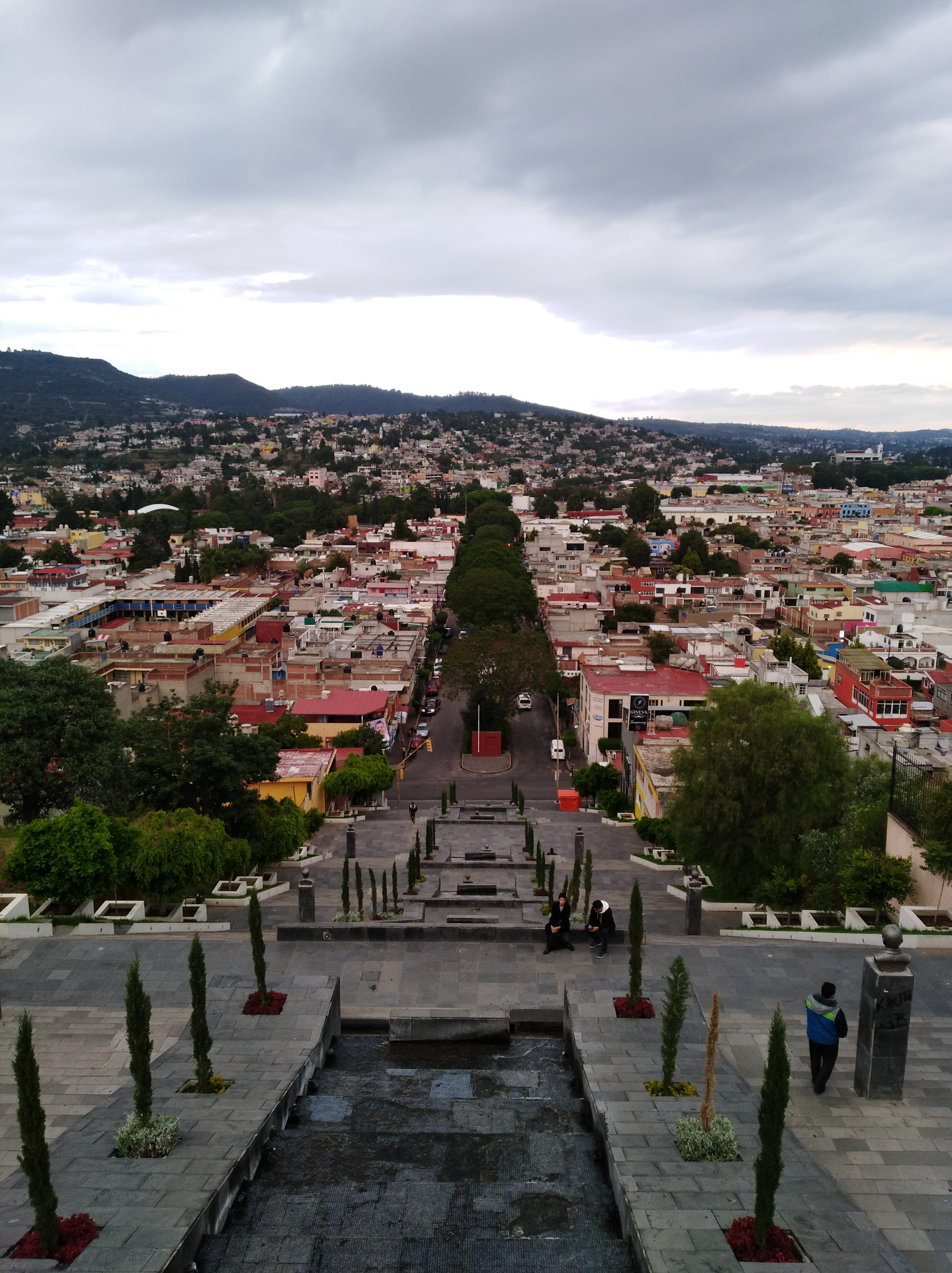
Vista en medio de las Escalinatas de los héroes

Las Escalinatas de los héroes es un mirador de 250 escalones construida en honor a los héroes nacionales de la Independencia y Revolución Mexicana. Se encuentra entre el Bulevar Mariano Sánchez y la Avenida Vicente Guerrero en la ciudad de Tlaxcala en México.
A lo largo del monumento se encuentran diferentes estatuas como las de Miguel Hidalgo y Costilla, José María Morelos y Pavón, Ignacio Allende, Josefa Ortiz de Domínguez, entre otros. En la cima se localiza una estatua gigante dedicada a Xicohténcatl.
En los barandales del mirador se han colocado alrededor de 670 candados por diferentes parejas. Consiste en cerrar un candado en las rejas, que lleva escrito los nombres de la pareja o algún otro mensaje. Esta costumbre fue tomada del Puente de las Artes de París, Francia.

## Historia
Las escalinatas de los héroes fueron construidas en la década de los años 1960, inicialmente dedicado a los héroes de la Independencia de México, por el cual recibía el nombre de «Escalinata de la independencia».
Tras una remodelación fueron agregadas pequeñas estatuas de la Revolución mexicana, por lo que el nombre del mirador cambió al de «Escalinatas de los héroes».